# كريستينا إبنر
كريستينا إبنر (بالألمانية: Christine Ebner)‏ (و. 1277 – 1356 م) هي كاتِبة، وكاتبة سير ذاتية، وكاتبة يوميات، وراهبة ألمانية، ولدت في نورنبرغ، توفيت في إنغلتآل، عن عمر يناهز 79 عاماً.